# Holmlia Futsal 2010-2011
Questa voce raccoglie le informazioni riguardanti l'Holmlia Futsal nelle competizioni ufficiali della stagione 2010-2011.

## Stagione
L'Holmlia ha partecipato alla Futsal Eliteserie 2010-2011, terza edizione del massimo campionato norvegese riconosciuto dalla Norges Fotballforbund. La squadra ha chiuso l'annata al 3º posto finale, migliorando il 7º posto della stagione precedente.

## Rosa
| N° | Naz.                | Ruolo | Sportivo           | Anno     |  |  |
| -- | ------------------- | ----- | ------------------ | -------- |  |  |
|    | Norvegia (bandiera) | POR   | Thomas Sandsør     | 07.04.85 |  |  |
|    | Norvegia (bandiera) | DIF   | Mounir El Masrouri | 28.12.84 |  |  |
|    | Norvegia (bandiera) | UNI   | Mohammed Fellah    | 24.05.89 |  |  |
|    | Norvegia (bandiera) | UNI   | Dawda Leigh        | 27.06.86 |  |  |
|    | Norvegia (bandiera) | UNI   | Najim Zaouaghi     | 14.12.84 |  |  |
|    | Norvegia (bandiera) | PIV   | Mustafa Abdellaoue | 01.08.88 |  |  |
|    | Norvegia (bandiera) | PIV   | Esben Rashid       | 21.04.91 |  |  |

## Risultati

### Eliteserie

#### Girone di andata
| Oslo 27 novembre 2010, ore 10:00 1ª giornata | Fyllingsdalen | 2 – 7 referto | Holmlia | KFUM-Hallen\| Arbitro: \| Sjelle \| |
| Arbitro:                                     | Sjelle        |               |         |                                     |

| Oslo 27 novembre 2010, ore 18:45 2ª giornata | Holmlia | 3 – 3 referto | Kongsvinger | KFUM-Hallen\| Arbitro: \| Iversen \| |
| Arbitro:                                     | Iversen |               |             |                                      |

| Oslo 28 novembre 2010, ore 17:00 3ª giornata | Solør   | 3 – 3 referto | Holmlia | KFUM-Hallen\| Arbitro: \| Hussain \| |
| Arbitro:                                     | Hussain |               |         |                                      |

| Øystese 4 dicembre 2010, ore 20:15 4ª giornata | Øystese  | 2 – 3 referto | Holmlia | Øystese Idrettshall\| Arbitro: \| Pedersen \| |
| Arbitro:                                       | Pedersen |               |         |                                               |

| Øystese 5 dicembre 2010, ore 12:45 5ª giornata | Holmlia | 3 – 1 referto | Sandefjord | Øystese Idrettshall\| Arbitro: \| Iversen \| |
| Arbitro:                                       | Iversen |               |            |                                              |

| Oslo 13 febbraio 2011, ore 16:00 6ª giornata | Holmlia | 4 – 2 referto | KFUM Oslo | Holmlia Idrettshall\| Arbitro: \| Hussain \| |
| Arbitro:                                     | Hussain |               |           |                                              |

| Fyllingsdalen 8 gennaio 2011, ore 15:30 7ª giornata | Holmlia      | 1 – 3 referto | Vegakameratene | Framohallen A\| Arbitro: \| Rafiq (Oslo) \| |
| Arbitro:                                            | Rafiq (Oslo) |               |                |                                             |

| Fyllingsdalen 9 gennaio 2011, ore 14:30 8ª giornata | Horten         | 7 – 9 referto | Holmlia | Framohallen A\| Arbitro: \| Steen (Bergen) \| |
| Arbitro:                                            | Steen (Bergen) |               |         |                                               |

| Tiller 6 marzo 2011, ore 12:15 9ª giornata | Nidaros | 3 – 3 referto | Holmlia | KVT Hallen\| Arbitro: \| Krokdal \| |
| Arbitro:                                   | Krokdal |               |         |                                     |

#### Girone di ritorno
| Oslo 29 gennaio 2011, ore 12:00 10ª giornata | Holmlia   | 2 – 4 referto | Horten | Oppsal Arena 1\| Arbitro: \| Myklebust \| |
| Arbitro:                                     | Myklebust |               |        |                                           |

| Oslo 29 gennaio 2011, ore 17:15 11ª giornata | Holmlia       | 6 – 5 referto | Nidaros | Oppsal Arena 1\| Arbitro: \| Thorsø Hansen \| |
| Arbitro:                                     | Thorsø Hansen |               |         |                                               |

| Tiller 5 marzo 2011, ore 17:15 12ª giornata | Vegakameratene | 2 – 0 referto | Holmlia | KVT Hallen\| Arbitro: \| Krokdal \| |
| Arbitro:                                    | Krokdal        |               |         |                                     |

| Oslo 5 febbraio 2011, ore 19:00 13ª giornata | Holmlia | 3 – 2 referto | Øystese | Holmlia Idrettshall\| Arbitro: \| Myhren \| |
| Arbitro:                                     | Myhren  |               |         |                                             |

| Sandefjord 27 febbraio 2011, ore 15:00 14ª giornata | Sandefjord | 4 – 5 referto | Holmlia | Runarhallen\| Arbitro: \| Sjelle \| |
| Arbitro:                                            | Sjelle     |               |         |                                     |

| Oslo 6 febbraio 2011, ore 10:00 15ª giornata | KFUM Oslo | 4 – 3 referto | Holmlia | KFUM-Hallen\| Arbitro: \| Hanssen \| |
| Arbitro:                                     | Hanssen   |               |         |                                      |

| Oslo 26 marzo 2011, ore 12:45 16ª giornata | Kongsvinger  | 4 – 7 referto | Holmlia | Ekeberg Idrettshall B\| Arbitro: \| Rafiq (Oslo) \| |
| Arbitro:                                   | Rafiq (Oslo) |               |         |                                                     |

| Oslo 26 marzo 2011, ore 18:00 17ª giornata | Holmlia  | 2 – 8 referto | Solør | Ekeberg Idrettshall B\| Arbitro: \| Pedersen \| |
| Arbitro:                                   | Pedersen |               |       |                                                 |

| Oslo 27 marzo 2011, ore 11:15 18ª giornata | Holmlia      | 5 – 3 referto | Fyllingsdalen | Ekeberg Idrettshall C\| Arbitro: \| Rafiq (Oslo) \| |
| Arbitro:                                   | Rafiq (Oslo) |               |               |                                                     |